# Comunitate locală
O comunitate locală este definită drept un grup de persoane care interacționează și trăiesc pe un teritoriu comun. Cuvântul este utilizat adesea pentru a face referire la un grup organizat în jurul unor valori comune și, totodată, este atribuit coeziunii sociale într-o locație geografică cunoscută, în general în unități sociale mai mari decât o gospodărie. Cuvântul poate, de asemenea, să se raporteze la comunitatea națională sau la cea globală. Cuvântul „comunitate” este derivat din cuvântul francez cu formă învechită „communité” care rezultă din latinescul communitas (cum, „cu / împreună” + munus, „ofrandă”), un termen de largă circulație pentru asociație sau societate organizată. 
Simțul comunității se referă la percepția oamenilor despre interconectare și interdependență, responsabilitate comună și obiective comune  .
Înțelegerea unei comunități implică cunoașterea nevoilor și a resurselor acesteia, respectarea membrilor și implicarea membrilor importanți ai comunității în activități. 

## Avantajele comunității locale
Scriitorul Robert Putnam face referire la valoarea care provine de pe rețelele de socializare sub formă de capital social în cartea sa Bowling Alone: The Collapse and Revival of American Community. El afirmă despre capitalul social că „face o diferență substanțială în viețile noastre”, că „o societate caracterizată prin reciprocitate este mai eficace decât o societate neîncrezătoare” și faptul că sociologii economici au demonstrat conceptul de „avere economică redusă la minimum” dacă capitalul social este absent. 

Putnam raportează că prima aplicare a teoriei capitalului social a fost pusă în practică de L.J. Hanifan, un reformator practic în timpul erei progresiste din Statele Unite ale Americii. Următoarea descriere a capitalului social este un citat aparținând lui  L.J. Hanifan din cartea lui Putnam: 
Acele substanțe tangibile care valorează cel mai mult în viața de zi cu zi a oamenilor: și anume, bunăvoința, prietenia, simpatia și relațiile sociale dintre indivizi și familii care alcătuiesc o unitate socială... Individul este neputincios din punct de vedere social, dacă este lăsat de izbeliște... Dacă individul va intra în contact cu vecinul, iar aceștia la rândul lor cu alți vecini, se va produce o acumulare de capital social care îi va îndeplini numaidecât nevoile sociale și care poate suporta o probabilitate socială suficientă pentru îmbunătățirea substanțială a condițiilor vitale din întreaga comunitate. Comunitatea în ansamblu va beneficia de cooperarea tuturor părților sale, în vreme ce individul va descoperi în cadrul asociațiilor sale avantajele sprijinului, simpatiei și a prieteniei vecinilor săi.
Ocuparea forței de muncă
Putnam a afirmat că numeroase studii au demonstrat că cel mai mare predictor al satisfacției la locul de muncă îl reprezintă prezența conexiunii sociale la serviciu. El scrie că „oamenii care au prieteni la serviciu sunt mai fericiți când muncesc”. De asemenea, el a mai declarat și că „rețelele sociale oferă oamenilor sfaturi, bonusuri, promoții și alte informații strategice și scrisori de recomandare”.
S-a dovedit că implicarea la nivel comunitar neutralizează cele mai negative trăsături ale sărăciei și că un capital social semnificativ reduce criminalitatea.
Comunitatea locală și starea de sănătate
„Conectarea socială are o importanță în viața noastră în cel mai temeinic mod.” - Robert Putnam.
Robert Putnam relatează, în capitolul Health and Happiness (Sănătate și Fericire) din cartea sa Bowling Alone, că investigările publice recente arată că racordarea socială are un impact asupra tuturor domeniilor sănătații umane, incluzând aspectele psihologice și fizice ale acesteia. Putnam declară: „...fără îndoială că racordarea socială este unul dintre cei mai puternici factori determinanți ai bunăstării noastre”. În special, interacțiunile față în față s-au dovedit a avea un impact mai mare decât relațiile la distanță.
Avantajele specifice în materie de sănătate ale relațiilor sociale aflate în strânsă legătură pot avea ca și consecință o scădere a probabilității de: viruși sezonieri, atacuri de cord, accidente vasculare cerebrale, cancer, depresie și multe alte fațete ale morții premature.
Inițiative în mediul online
Există inițiative în mediul online pentru îmbunătățirea comunităților locale precum LOCAL (www.localchange.com).

## Sustenabilitatea comunității
Sustenabilitatea programelor comunitare (servicii concepute pentru a satisface nevoile membrilor comunității) reprezintă capacitatea acestora de a răspunde în mod continuu la problemele comunității. 
Un program activ menține o concordanță între scopurile sale inițiale și obiective, incluzând indivizii, familiile, comunitățile, asupra cărora a avut inițial intenția să le răspundă necesităților. Programele se modifică în funcție de amploarea și intensitatea planificării lor. Unele se aliniază cu alte organizații și instituții publice, în timp ce altele își păstrează independența.
Înțelegerea contextului comunitar în care programele deservesc atribuția comunității are o influență importantă asupra durabilității și succesului programului. 
A se vedea tabelul:
| Elemente de sustenabilitate → | Rezultatele medii ale programului →                                                                                               | Rezultatul final |
| --- | --- | ---------------- |
| Abilitate de conducere. Colaborare eficientă. Înțelegerea comunității. Demonstrarea rezultatelor programului. Finanțare strategică. Implicarea și integrarea personalului. Receptivitatea programului. | Nevoile îndeplinite ale participanților. Încredere față de supraviețuirea programului. Planificarea eficientă a sustenabilității. | Sustenabilitate. |

## Economia locală
Potrivit organizației Sustain South Sound din statul Washington, primele zece motive pentru a încuraja achiziționarea la nivel local sunt: 
1. Consolidarea economiei locale: Studiile au arătat că achiziționarea de la o afacere independentă, deținută local, crește în mod semnificativ numărul de bani folosiți pentru a face achiziții de la alte întreprinderi locale, furnizori de servicii și ferme - continuând să fortifice baza economică a comunității.
2. Creșterea locurilor de muncă: Întreprinderile mici locale reprezintă cel mai mare angajator la nivel național din Statele Unite ale Americii.
3. Încurajarea prosperității locale: Un număr tot mai mare de cercetări economice arată că într-o lume din ce în ce mai omogenizată, antreprenorii și lucrătorii calificați au mai multe șanse să investească și să se stabilească în comunități care își păstrează afacerile și caracterul unic.
4. Reducerea impactului asupra mediului înconjurător: Întreprinderile deținute la nivel local pot face mai multe achiziții locale care necesită mai puțin transport și, în general, își pot înființa magazinele în orașe sau în centrele orașelor mari, spre deosebire de situația în care s-ar fi dezvoltat la periferie. Acest fapt presupune o scădere semnificativă în ceea ce privește emisiile de gaze cu efect de seră, extinderea, aglomerarea, pierderea și poluarea habitatului.
5. Sprijinirea grupărilor comunitare: Organizațiile non-profit primesc în medie cu 250% mai mult sprijin de la proprietarii de afaceri mai puțin dezvoltate decât primesc de la întreprinderile mari.
6. Păstrarea autenticității comunității de care aparțineți: Locurile în care ne facem cumpărăturile, cele în care mâncăm și cele în care ne distrăm - toate acestea sunt elemente cu ajutorul cărora comunitatea noastră poate fi văzută drept „acasă”.
7. Obținerea unor servicii de calitate: Întreprinderile locale angajează adesea oameni cu o mai bună cunoaștere a produselor pe care le vând și care necesită mai mult timp pentru a cunoaște clienții.
8. Investiții la nivelul comunității: Întreprinderile locale sunt deținute de oameni care locuiesc în comunitate, care prezintă o probabilitate mai scăzută de a pleca și fac mai multe investiții în ceea ce privește viitorul comunității.
9. Utilizare impozitelor într-un mod inteligent:  Întreprinderile locale din centrele orașelor necesită investiții relativ minore în ceea ce privește infrastructura și utilizează mai eficient serviciile publice în comparație cu magazinele deținute la nivel național care devin membre ale comunității.
10. Achizionarea după propriile preferințe: O piață de zeci de mii de întreprinderi mici este cea mai bună modalitate de a asigura inovația și prețurile mici pe termen lung. O multitudine de întreprinderi mici, fiecare alegându-și produsele nu în baza unui plan național de vânzări, ci în baza orientării lor spre propriile interese și nevoile clienților lor locali, garantează o gamă mult mai largă de opțiuni de produse.